# 蔡文檢
蔡文檢（越南语：／，1922年2月10日—2015年2月21日），筆名越鳥（Việt Điểu）、新越鳥（Tân Việt Điểu）、包羅居士（Bao La Cư Sĩ）、香江司馬（Hương Giang Tư Mã），:387越南學者，曾擔任過越南的行政官員和外交官。

## 生平
1922年2月10日，蔡文檢出生於順化忠厚坊，籍貫承天省廣田縣包羅村。
1950年至1952年，蔡文檢擔任中越通信監督。:3871953年，蔡文檢擔任慶和省省長，1954年擔任寧順省省長。:387
1964年，蔡文檢擔任西貢電臺監督。:387
1966年至1970年間，蔡文檢擔任越南共和國駐突尼斯和塞內加爾大使館一等祕書。:3871971年至1973年，蔡文檢擔任越南共和國外交部亞太事務司副司長。:387蔡文檢擔任的最後一個外交職務是越南共和國駐刚果民主共和国大使館代辦。1975年4月30日，蔡文檢在任所升起了越南南方民族解放陣線旗幟，等待臨時革命政府的人員前來交接。
1990年7月12日，蔡文檢成爲法國海外科學研究院準會員。
2015年2月21日，蔡文檢在越南胡志明市逝世，享壽93歲。

## 榮譽

### 獎項
- 文學獎一等獎，河內（1942年）[2]:388
- 文學獎一等獎，西貢（1961年）[2]:388

### 勳章
- 學術棕櫚勳章，巴黎（1964年）[2]:388
- 行政佩星，西貢（1968年）[2]:388

## 著作
- 《越南人物志彙編》（Việt Nam Nhân Vật Chí Vựng Biên）[7]
- 《古都順化》（Cố Đô Huế）[8]
- 《越土南天》（Đất Việt Trời Nam）[9]